# 草漯仔 (新竹市)
草漯仔，又稱草螺、草湳仔，位於臺灣新竹市香山區茄苳里，指稱茄苳里西北部的聚落以及附近的丘陵。

## 概述
草漯仔本意指稱積水的濕地低地，草叢生長在水面上，看過去像是一片草原，人與動物踩下去卻陷入水中，故名草漯仔。。草漯仔盆地位在茄苳湖聚落西方約600公尺處，是粟仔坑溪西源支流的發源地。草漯仔聚落位於盆地西緣，是一個只有三戶人家的散村，居民以營山種果維生，多為閩南人。
茄苳湖山向南迤邐的支脈到了草漯仔稱為草漯仔山，其主峰永春芒山高91公尺；其山脊為茄苳里和大湖里的分界。

### 交通
新竹客運內湖線平日有十餘班的往復新竹市區的車次的有停靠草螺。